# Johan Fredrik Eckersberg
Johan Fredrik Eckersberg (Drammen, 1852. szeptember 4. – Bærum község, 1928. december 29.) norvég tájkép-, arcképfestő és illusztrátor.

## Élete
Apja kereskedő volt, és őt is erre a pályára irányította a család. 16 éves korában Hollandiába küldték nyelvet tanulni, mert akkoriban a kereskedelem nyelve a holland volt. Amikor Amszterdamban járt, látta a nagy németalföldi mesterek festményeit, és elkezdte másolni a képeket. 1841-ben apja visszahívta, hogy Christianiában a család kereskedelmi ügynökségén dolgozzon. Szabadidejében rajzolt, festett, és 1843-ban beiratkozott a királyi rajziskolába. 1846-ban elkísérhette Gudbrandsdalenbe Hans Gudét és August Cappelent.
Ez a tanulmányút jelentősen befolyásolta a norvég festészetet, mert a magas sziklaormok, hegyek romantikus témává váltak.  
Ősszel két évre szóló ösztöndíjat kapott, és beiratkozott a Düsseldorfi Művészeti Akadémiára. A tájképfestő, és grafikus Johann Wilhelm Schirmernél tanult két évig, majd visszatért hazájába. 1848-tól Christianiában, nyáron pedig Sandvikában, Bærum községben élt. 1850–52-ben Madeirán tartózkodott, mert fiatalkori tüdőbetegsége súlyosbodott. 1854–56-ban Düsseldorfban alkotott. 1859-ben festőiskolát nyitott Christiánában, 1863-ban állami támogatásban részesült. Tagja volt a Norvég Szépművészeti Akadémiának.

## Galéria

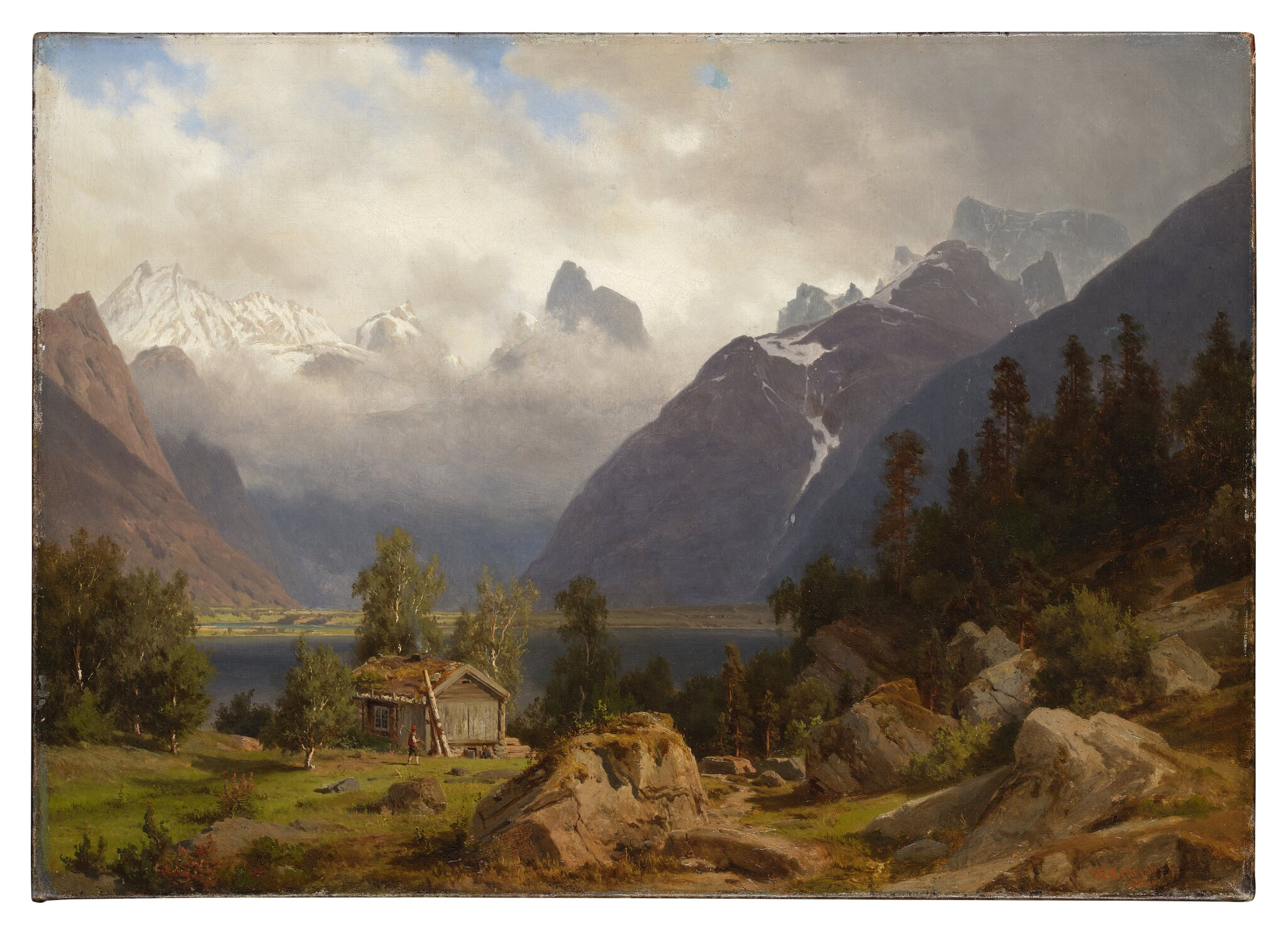
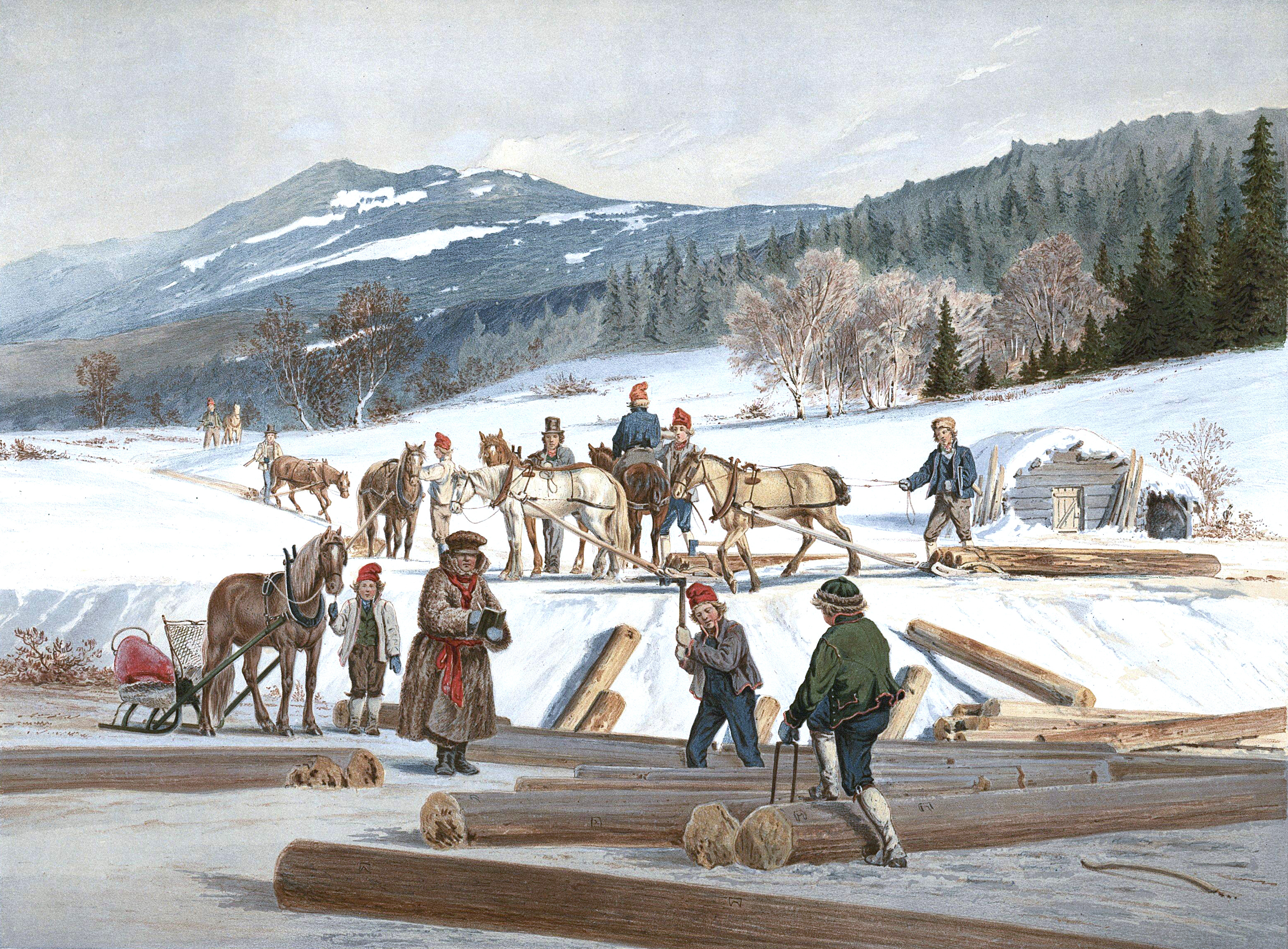
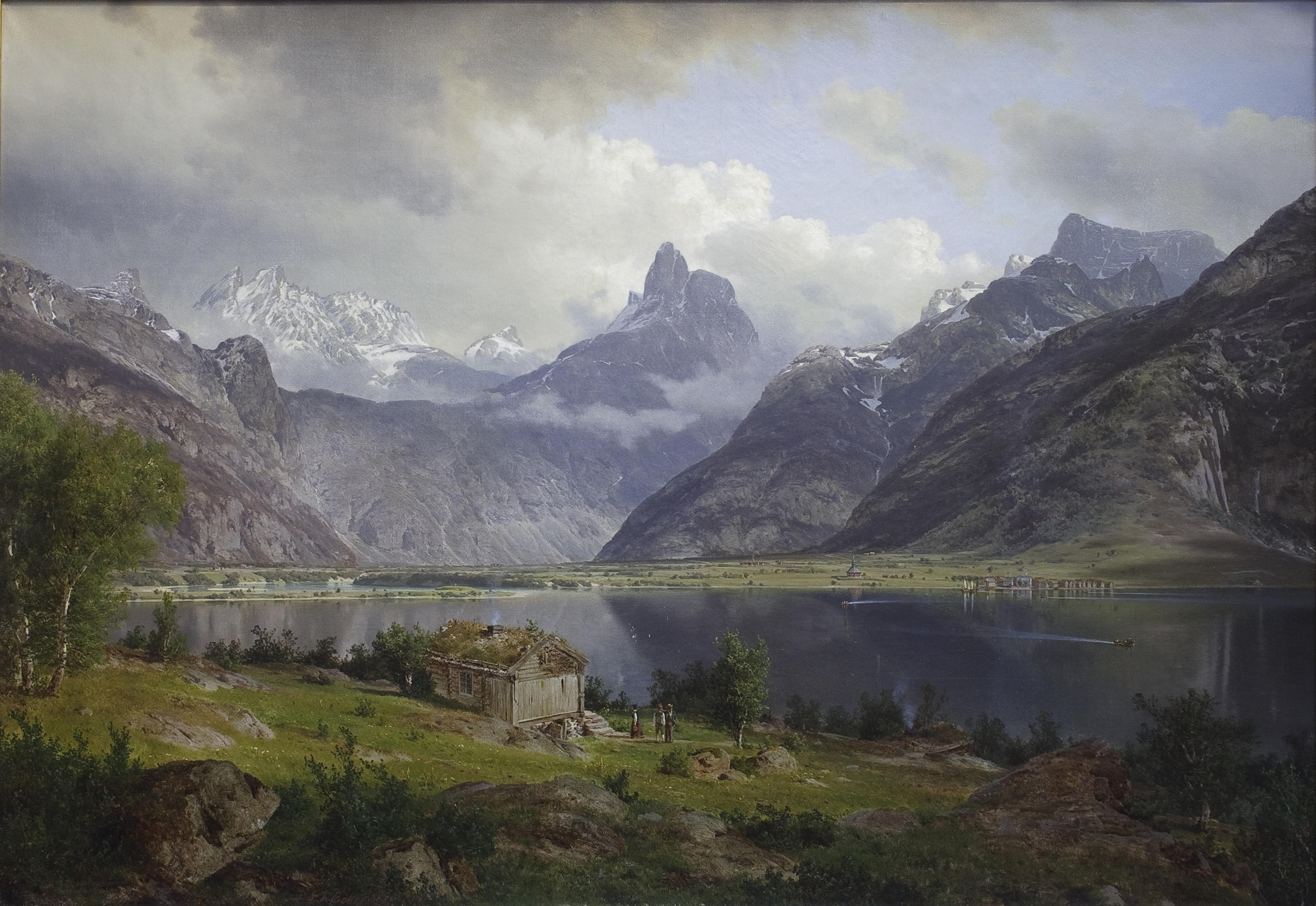
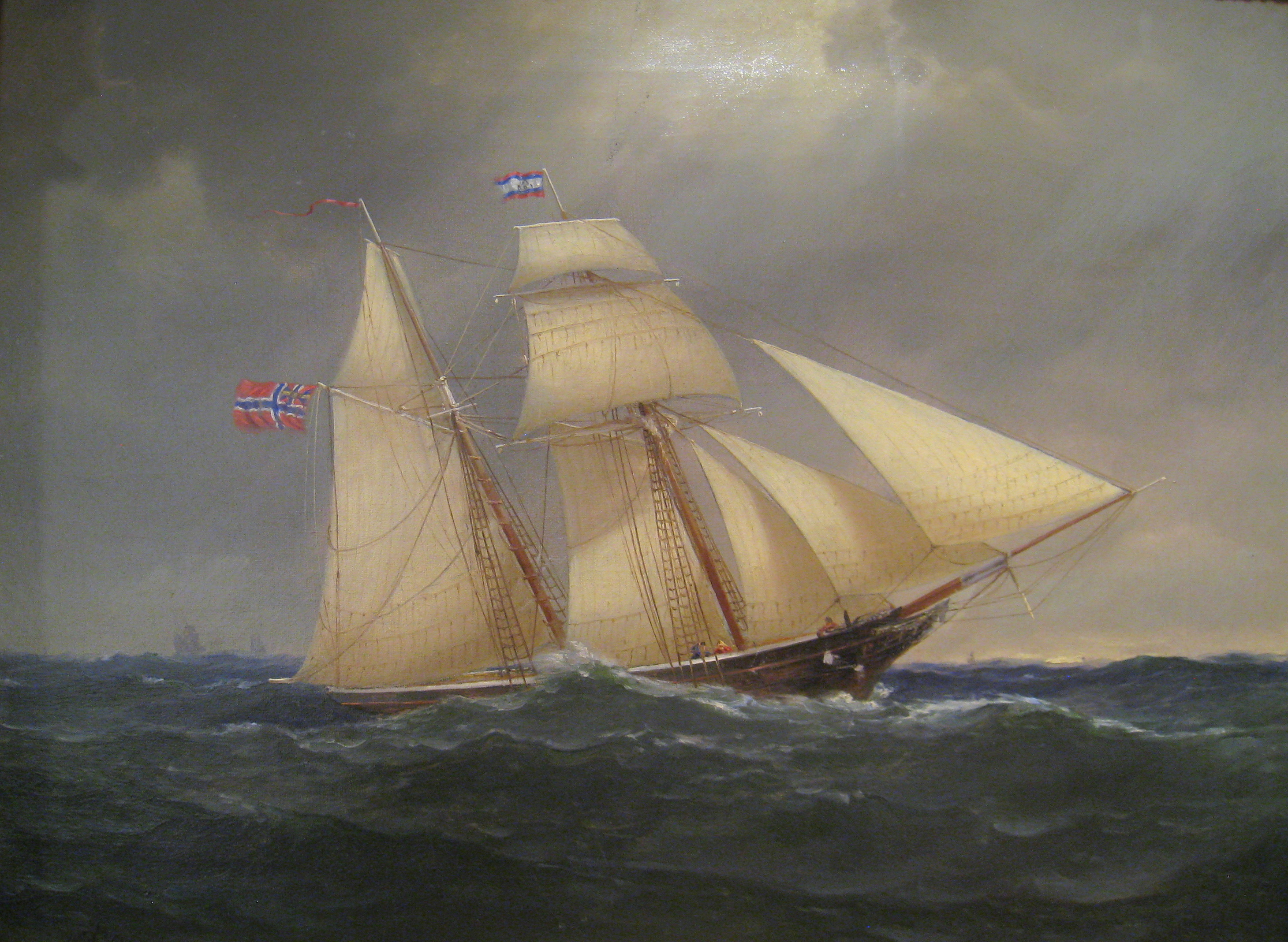